# Liste der Deutschen Meister im Dreisprung
Der Dreisprung gehört zu den Wettbewerben, die bei den Olympischen Spielen von Anfang an auf dem Programm standen.
Innerhalb der Deutschen Leichtathletik-Meisterschaften war die Disziplin anfangs nicht besonders populär und fand erst im Jahr 1931 Zugang ins Meisterschaftsprogramm – für lange Zeit nur für die Männer. 1942 bis 1946 fanden keine Deutschen Meisterschaften in dieser Disziplin statt. Bei den Frauen gibt es offizielle Deutsche Meisterschaften im Dreisprung erst seit 1992.

## Deutsche Meisterschaftsrekorde
| Männer | 17,34 m | Charles Friedek (TSV Bayer 04 Leverkusen) | Frankfurt/M. | 28. Juni 1997 |
| Frauen | 14,46 m | Helga Radtke (SC Empor Rostock)           | Erfurt       | 2. Juli 1994  |

## Gesamtdeutsche Meister seit 1991 (DLV)
| Jahr | Ort            | Männer    | Männer                                             | Männer    | Frauen                                                     | Frauen                                                     | Frauen                                                     |
| Jahr | Ort            | Datum     | Athlet                                             | Weite [m] | Datum                                                      | Athletin                                                   | Weite [m]                                                  |
| ---- | -------------- | --------- | -------------------------------------------------- | --------- | ---------------------------------------------------------- | ---------------------------------------------------------- | ---------------------------------------------------------- |
| 2025 | Dresden        | 3. August | Max Heß (LAC Erdgas Chemnitz)                      | 16,37     | 2. August                                                  | Caroline Joyeux (LG Nord Berlin)                           | 14,24                                                      |
| 2024 | Braunschweig   | 30. Juni  | Max Heß (LAC Erdgas Chemnitz)                      | 16,90     | 29. Juni                                                   | Kira Wittmann (Hannover 96)                                | 13,47                                                      |
| 2023 | Kassel         | 8. Juli   | Max Heß (LAC Erdgas Chemnitz)                      | 16,12     | 8. Juli                                                    | Maria Purtsa (LAC Erdgas Chemnitz)                         | 14,02                                                      |
| 2022 | Berlin         | 25. Juni  | Max Heß (LAC Erdgas Chemnitz)                      | 16,20     | 25. Juni                                                   | Neele Eckhardt-Noack (LG Göttingen)                        | 14,14                                                      |
| 2021 | Braunschweig   | 5. Juni   | Max Heß (LAC Erdgas Chemnitz)                      | 16,51     | 5. Juni                                                    | Neele Eckhardt-Noack (LG Göttingen)                        | 14,26                                                      |
| 2020 | Braunschweig   | 8. August | Max Heß (LAC Erdgas Chemnitz)                      | 16,58     | 8. August                                                  | Maria Purtsa (LAC Erdgas Chemnitz)                         | 13,65                                                      |
| 2019 | Berlin         | 4. August | Max Heß (LAC Erdgas Chemnitz)                      | 16,50     | 3. August                                                  | Kristin Gierisch (LAC Erdgas Chemnitz)                     | 14,26                                                      |
| 2018 | Nürnberg       | 22. Juli  | Felix Wenzel (SC Potsdam)                          | 16,08     | 21. Juli                                                   | Neele Eckhardt (LG Göttingen)                              | 14,21                                                      |
| 2017 | Erfurt         | 8. Juli   | Max Heß (LAC Erdgas Chemnitz)                      | 17,24     | 9. Juli                                                    | Kristin Gierisch (LAC Erdgas Chemnitz)                     | 14,40                                                      |
| 2016 | Kassel         | 18. Juni  | Max Heß (LAC Erdgas Chemnitz)                      | 17,06     | 19. Juni                                                   | Jenny Elbe (Dresdner SC)                                   | 14,28                                                      |
| 2015 | Nürnberg       | 25. Juli  | Raúl Spank (LG Nord Berlin)                        | 16,29     | 26. Juli                                                   | Kristin Gierisch (LAC Erdgas Chemnitz)                     | 14,38                                                      |
| 2014 | Ulm            | 26. Juli  | Manuel Ziegler (LG Telis Finanz Regensburg)        | 16,54     | 27. Juli                                                   | Kristin Gierisch (LAC Erdgas Chemnitz)                     | 14,34                                                      |
| 2013 | Ulm            | 6. Juli   | Andreas Pohle (ASV Erfurt)                         | 16,35     | 7. Juli                                                    | Jenny Elbe (Dresdner SC)                                   | 13,58                                                      |
| 2012 | Boch.-W'scheid | 16. Juni  | Andreas Pohle (ASV Erfurt)                         | 16,64     | 17. Juni                                                   | Jenny Elbe (Dresdner SC)                                   | 14,06                                                      |
| 2011 | Kassel         | 23. Juli  | Andreas Pohle (ASV Erfurt)                         | 16,59     | 24. Juli                                                   | Katja Demut (TuS Jena)                                     | 14,22                                                      |
| 2010 | Braunschweig   | 18. Juli  | Andreas Pohle (ASV Erfurt)                         | 16,28     | 17. Juli                                                   | Katja Demut (TuS Jena)                                     | 14,15                                                      |
| 2009 | Ulm            | 5. Juli   | Andreas Pohle (ASV Erfurt)                         | 16,30     | 4. Juli                                                    | Katja Demut (TuS Jena)                                     | 14,20                                                      |
| 2008 | Nürnberg       | 6. Juli   | Charles Friedek (Team Referenznetzwerk Leverkusen) | 16,56     | 5. Juli                                                    | Katja Demut (TuS Jena)                                     | 13,87                                                      |
| 2007 | Erfurt         | 22. Juli  | Andreas Pohle (ASV Erfurt)                         | 16,65     | 21. Juli                                                   | Katja Demut (TuS Jena)                                     | 13,91                                                      |
| 2006 | Ulm            | 16. Juli  | Andreas Pohle (ASV Erfurt)                         | 16,97     | 16. Juli                                                   | Katja Pobanz, geb. Umlauft (1. LAC Dessau)                 | 13,67                                                      |
| 2005 | Boch.-W'scheid | 3. Juli   | Charles Friedek (TSV Bayer 04 Leverkusen)          | 16,89     | 2. Juli                                                    | Silvia Otto (Team Erfurt)                                  | 13,56                                                      |
| 2004 | Braunschweig   | 11. Juli  | Andreas Pohle (Ohrdrufer LV)                       | 16,99     | 10. Juli                                                   | Silvia Otto (Team Erfurt)                                  | 13,21                                                      |
| 2003 | Ulm            | 29. Juni  | Rudolf Helpling (LT DSHS Köln)                     | 16,78     | 28. Juni                                                   | Katja Demut (TuS Jena)                                     | 13,45                                                      |
| 2002 | Boch.-W'scheid | 7. Juli   | Charles Friedek (TSV Bayer 04 Leverkusen)          | 16,70     | 6. Juli                                                    | Henny Gastel (SV Halle)                                    | 13,54                                                      |
| 2001 | Stuttgart      | 1. Juli   | Thomas Moede (Berliner LG Ost)                     | 16,90     | 30. Juni                                                   | Nicole Herschmann (OSC Berlin)                             | 13,53                                                      |
| 2000 | Braunschweig   | 30. Juli  | Charles Friedek (TSV Bayer 04 Leverkusen)          | 17,00     | 29. Juli                                                   | Tanja König (TSV Bayer 04 Leverkusen)                      | 13,64                                                      |
| 1999 | Erfurt         | 4. Juli   | Charles Friedek (TSV Bayer 04 Leverkusen)          | 17,00     | 3. Juli                                                    | Katja Umlauft (Berliner SC)                                | 13,43                                                      |
| 1998 | Berlin         | 5. Juli   | Charles Friedek (TSV Bayer 04 Leverkusen)          | 17,27     | 4. Juli                                                    | Petra Lobinger, geb. Laux (TSV Bayer 04 Leverkusen)        | 13,47                                                      |
| 1997 | Frankfurt/M.   | 28. Juni  | Charles Friedek (TSV Bayer 04 Leverkusen)          | 17,34     | 29. Juni                                                   | Petra Lobinger, geb. Laux (TSV Bayer 04 Leverkusen)        | 14,35                                                      |
| 1996 | Köln           | 22. Juni  | Charles Friedek (LG Bayer Leverkusen)              | 17,10     | 23. Juni                                                   | Petra Lobinger, geb. Laux (LG Bayer Leverkusen)            | 13,89                                                      |
| 1995 | Bremen         | 1. Juli   | Jens Schweitzer (Eintracht Frankfurt)              | 16,75     | 2. Juli                                                    | Ramona Molzan (TV Schriesheim)                             | 13,70                                                      |
| 1994 | Erfurt         | 2. Juli   | Volker Mai (SC Neubrandenburg)                     | 16,58     | 3. Juli                                                    | Helga Radtke (SC Empor Rostock)                            | 14,46 (DR)                                                 |
| 1993 | Duisburg       | 10. Juli  | Ralf Jaros (TV Wattenscheid 01)                    | 17,13     | 11. Juli                                                   | Helga Radtke (SC Empor Rostock)                            | 14,05                                                      |
| 1992 | München        | 20. Juni  | Ralf Jaros (TV Wattenscheid 01)                    | 17,11     | 19. Juni                                                   | Petra Laux (LAG Siegen)                                    | 13,50                                                      |
| 1991 | Hannover       | 27. Juli  | Ralf Jaros (TV Wattenscheid 01)                    | 16,75     | Dreisprung für Frauen noch nicht im Meisterschaftsprogramm | Dreisprung für Frauen noch nicht im Meisterschaftsprogramm | Dreisprung für Frauen noch nicht im Meisterschaftsprogramm |

## 1948 bis 1990: Meister in derBundesrepublik Deutschlandbzw. derTrizone(DLV) / Meister in derDDRbzw. derSBZ(DVfL)
In diesen Jahren wurde der Dreisprung nur für Männer ausgetragen.
| Jahr | Bundesrepublik Deutschland | Bundesrepublik Deutschland | Bundesrepublik Deutschland                | Bundesrepublik Deutschland | DDR           | DDR                | DDR                                        | DDR       |
| Jahr | Ort                        | Datum                      | Athlet                                    | Weite [m]                  | Ort           | Datum              | Athlet                                     | Weite [m] |
| ---- | -------------------------- | -------------------------- | ----------------------------------------- | -------------------------- | ------------- | ------------------ | ------------------------------------------ | --------- |
| 1990 | Düsseldorf                 | 11. Aug.                   | Ralf Jaros (TV Wattenscheid 01)           | 16,97                      | Dresden       | 18. August         | Jörg Frieß (SC Dynamo Berlin)              |           |
| 1989 | Hamburg                    | 12. Aug.                   | Wolfgang Zinser (TV Wattenscheid 01)      | 16,83                      | Neubr'bg.     |                    | Dirk Gamlin (SC Traktor Schwerin)          |           |
| 1988 | Frankfurt/M.               | 23. Juli                   | Wolfgang Knabe (TV Wattenscheid 01)       | 17,31                      |               |                    | Volker Mai (SC Neubrandenburg)             |           |
| 1987 | Gels'kirch.                | 11. Juli                   | Peter Bouschen (DJK Agon 08 Düsseldorf)   | 16,81                      |               |                    | Jörg Frieß (SC Dynamo Berlin)              |           |
| 1986 | Berlin                     | 12. Juli                   | Peter Bouschen (DJK Agon 08 Düsseldorf)   | 16,80                      |               |                    | Dirk Gamlin (SC Traktor Schwerin)          |           |
| 1985 | Stuttgart                  | 3. Aug.                    | Ralf Jaros (DJK Agon 08 Düsseldorf)       | 16,98                      | Leipzig       | 9.–11. Aug.        | Dirk Gamlin (SC Traktor Schwerin)          | 16,86     |
| 1984 | Düsseldorf                 | 23. Juni                   | Ralf Jaros (LG DJK Düsseldorf/Neuss)      | 16,81                      | Erfurt        | 1.–3. Juni         | Volker Mai (SC Neubrandenburg)             | 16,94     |
| 1983 | Bremen                     | 25. Juni                   | Peter Bouschen (DJK Agon 08 Düsseldorf)   | 17,33 (DR)                 | K,-Marx-Stadt | 16.–18. Juni       | Axel Groß (SC Empor Rostock)               | 16,84     |
| 1982 | München                    | 25. Juli                   | Douglas Henderson (Eintracht Frankfurt)   | 16,48                      | Dresden       | 30. Juni – 3. Juli | Heiko Fermumm (SC Traktor Schwerin)        | 16,08     |
| 1981 | Gels'kirch.                | 18. Juli                   | Peter Bouschen (DJK Agon 08 Düsseldorf)   | 16,52                      | Jena          | 7.–9. Aug.         | Matthias Schröder (SC Traktor Schwerin)    | 15,99     |
| 1980 | Hannover                   | 16. Aug.                   | Klaus Kübler (SV Salamander Kornwestheim) | 16,40                      | Cottbus       | 16.–18. Juli       | Klaus Hufnagel (SC Magdeburg)              | 16,34     |
| 1979 | Stuttgart                  | 11. Aug.                   | Douglas Henderson (Eintracht Frankfurt)   | 16,09                      | K,-Marx-Stadt | 9.–12. Aug.        | Klaus Hufnagel (SC Magdeburg)              | 16,15     |
| 1978 | Köln                       | 12. Aug.                   | Dieter Eckert (LC Mengerskirchen)         | 16,03                      |               |                    | Lothar Gora (ASK Vorwärts Potsdam)         |           |
| 1977 | Hamburg                    | 6. Aug.                    | Klaus Kübler (LG Rems-Murr)               | 16,39                      |               |                    | Klaus Hufnagel (SC Magdeburg)              |           |
| 1976 | Frankfurt/M.               | 14. Aug.                   | Wolfgang Kolmsee (VfB Stuttgart)          | 16,31                      |               |                    | Klaus Hufnagel (SC Magdeburg)              |           |
| 1975 | Gels'kirch.                | 28. Juni                   | Joachim Kugler (ASC Wella Darmstadt)      | 16,01                      |               |                    | Hans-Dieter Haberland (SC Magdeburg)       |           |
| 1974 | Hannover                   | 27. Juli                   | Joachim Kugler (ASC Wella Darmstadt)      | 15,91                      |               |                    | Jörg Drehmel (ASK Vorwärts Potsdam)        |           |
| 1973 | Berlin                     | 22. Juli                   | Richard Kick (TSV 1860 München)           | 16,17                      |               |                    | Heinz-Günter Schenk (SC Dynamo Berlin)     |           |
| 1972 | München                    | 21. Juli                   | Richard Kick (TSV 1860 München)           | 15,76                      |               |                    | Jörg Drehmel (ASK Vorwärts Potsdam)        |           |
| 1971 | Stuttgart                  | 11. Juli                   | Michael Sauer (USC Mainz)                 | 16,64                      |               |                    | Jörg Drehmel (ASK Vorwärts Potsdam)        |           |
| 1970 | Berlin                     | 9. Aug.                    | Michael Sauer (USC Mainz)                 | 16,47                      |               |                    | Jörg Drehmel (ASK Vorwärts Potsdam)        |           |
| 1969 | Düsseldorf                 | 17. Aug.                   | Michael Sauer (USC Mainz)                 | 15,89                      |               |                    | Jörg Drehmel (ASK Vorwärts Potsdam)        |           |
| 1968 | Berlin                     | 18. Aug.                   | Michael Sauer (USC Mainz)                 | 16,11                      |               |                    | Heinz-Günter Schenk (SC Dynamo Berlin)     |           |
| 1967 | Stuttgart                  | 6. Aug.                    | Michael Sauer (USC Mainz)                 | 16,65                      |               |                    | Hans-Jürgen Rückborn (ASK Vorwärts Berlin) |           |
| 1966 | Hannover                   | 6. Aug.                    | Günter Krivec (USC Mainz)                 | 15,95                      |               |                    | Siegfried Dähne (SC Leipzig)               |           |
| 1965 | Duisburg                   | 7. Aug.                    | Michael Sauer (USC Mainz)                 | 16,01                      |               |                    | Hans-Jürgen Rückborn (ASK Vorwärts Berlin) |           |
| 1964 | Berlin                     | 8. Aug.                    | Michael Sauer (USC Mainz)                 | 15,86                      |               |                    | Klaus Neumann (SC Dynamo Berlin)           |           |
| 1963 | Augsburg                   | 10. Aug.                   | Michael Sauer (USC Mainz)                 | 15,66                      |               |                    | Hans-Jürgen Rückborn (ASK Vorwärts Berlin) |           |
| 1962 | Hamburg                    | 28. Juli                   | Günter Zeiß (KSV Hessen Kassel)           | 15,78                      |               |                    | Manfred Hinze (SC Empor Rostock)           |           |
| 1961 | Düsseldorf                 | 29. Juli                   | Jörg Wischmeier (Rheydter TV 1847)        | 15,33                      |               |                    | Hans-Jürgen Rückborn (ASK Vorwärts Berlin) |           |
| 1960 | Berlin                     | 22. Juli                   | Heinz Schott (TV Kempten)                 | 15,57                      |               |                    | Karl Thierfelder (SC Dynamo Berlin)        |           |
| 1959 | Stuttgart                  | 24. Juli                   | Jörg Wischmeier (Rheydter TV 1847)        | 15,14                      |               |                    | Manfred Hinze (SC Empor Rostock)           |           |
| 1958 | Hannover                   | 18. Juli                   | Hermann Strauß (TG Kitzingen)             | 15,29                      |               |                    | Wolfgang Kleinert (ASK Vorw. Neubr'denbg.) |           |
| 1957 | Düsseldorf                 | 16. Aug.                   | Robert Wiener (DJK Schweinfurt)           | 14,91                      |               |                    | Karl Thierfelder (SC Dynamo Berlin)        |           |
| 1956 | Berlin                     | 17. Aug.                   | Hermann Höhnke (Barmer TV 1846 Wuppertal) | 14,68                      |               |                    | Klaus Hübschmann (SC Wismut K.-Marx-Stadt) |           |
| 1955 | Frankfurt/M.               | 5. Aug.                    | Theo Strohschnieder (TV Cloppenburg)      | 15,31                      |               |                    | Wolfgang Kleinert (SC DHfK Leipzig)        |           |
| 1954 | Hamburg                    | 7. Aug.                    | Theo Strohschnieder (TV Cloppenburg)      | 14,67                      |               |                    | Georg Frister (Lok Gera)                   |           |
| 1953 | Augsburg                   | 26. Juli                   | Heinz Oberbeck (ASV Köln)                 | 14,68                      |               |                    | Lothar Endter (Einheit NO Berlin)          |           |
| 1952 | Berlin                     | 29. Juni                   | Werner Bodenhagen (MTV Wolfenbüttel)      | 14,69                      |               |                    | Hans Müller (SC DHfK Leipzig)              |           |
| 1951 | Düsseldorf                 | 29. Juli                   | Werner Bodenhagen (MTV Wolfenbüttel)      | 14,63                      |               |                    | Georg Frister (Pels Erfurt)                |           |
| 1950 | Stuttgart                  | 5. Aug.                    | Werner Bodenhagen (MTV Wolfenbüttel)      | 14,82                      |               |                    | Georg Frister (Pels Erfurt)                |           |
| 1949 | Bremen                     | 6. Aug.                    | Theo Strohschnieder (TV Cloppenburg)      | 14,42                      |               |                    | Georg Frister (Pels Erfurt)                |           |
| 1948 | Nürnberg                   | 14. Aug.                   | Horst Vogt (ASC Fulda)                    | 14,34                      |               |                    | Hans Müller (Potsdam)                      |           |

## Deutsche Meister 1909 bis 1947 (DLV)
In diesen Jahren wurde der Dreisprung nur für Männer ausgetragen.
| Jahr | Ort                                                         | Datum                                                       | Athleten                                                    | Weite [m]                                                   |
| ---- | ----------------------------------------------------------- | ----------------------------------------------------------- | ----------------------------------------------------------- | ----------------------------------------------------------- |
| 1947 | Köln                                                        | 9. August                                                   | Horst Vogt (ASC Fulda)                                      | 14,25                                                       |
| 1946 | Frankfurt am Main                                           | 24./25. August                                              | Wettbewerb nicht im Meisterschaftsprogramm                  | Wettbewerb nicht im Meisterschaftsprogramm                  |
| 1945 | kriegsbedingt keine Deutschen Leichtathletikmeisterschaften | kriegsbedingt keine Deutschen Leichtathletikmeisterschaften | kriegsbedingt keine Deutschen Leichtathletikmeisterschaften | kriegsbedingt keine Deutschen Leichtathletikmeisterschaften |
| 1944 | kriegsbedingt keine Deutschen Leichtathletikmeisterschaften | kriegsbedingt keine Deutschen Leichtathletikmeisterschaften | kriegsbedingt keine Deutschen Leichtathletikmeisterschaften | kriegsbedingt keine Deutschen Leichtathletikmeisterschaften |
| 1943 | Berlin                                                      | Wettbewerb nicht im Meisterschaftsprogramm                  | Wettbewerb nicht im Meisterschaftsprogramm                  | Wettbewerb nicht im Meisterschaftsprogramm                  |
| 1942 | Berlin                                                      | Wettbewerb nicht im Meisterschaftsprogramm                  | Wettbewerb nicht im Meisterschaftsprogramm                  | Wettbewerb nicht im Meisterschaftsprogramm                  |
| 1941 | Berlin                                                      | 19. Juli                                                    | Friedrich Scheibe (SV 1898 Halle)                           | 14,71                                                       |
| 1940 | Berlin                                                      | 10. August                                                  | Fritz Gleim (Eintracht Frankfurt)                           | 14,89                                                       |
| 1939 | Berlin                                                      | 9. Juli                                                     | Walter Ziebe (LV Dessau)                                    | 14,58                                                       |
| 1938 | Breslau                                                     | 29. Juli                                                    | Karl Kotratschek (Weiß-Rot-Weiß Wien)                       | 14,82                                                       |
| 1937 | Berlin                                                      | 25. Juli                                                    | Walter Ziebe (LV Dessau)                                    | 14,92                                                       |
| 1936 | Berlin                                                      | 12. Juli                                                    | Heinz Wöllner (ASC Leipzig)                                 | 15,06 (DR)                                                  |
| 1935 | Berlin                                                      | 4. August                                                   | Willi Drechsel (ATV Thalheim)                               | 14,99                                                       |
| 1934 | Nürnberg                                                    | 28. Juli                                                    | Anton Gottlieb (TG Landau)                                  | 14,12                                                       |
| 1933 | Köln                                                        | 13. August                                                  | Wilhelm Sälzer (Sportfreunde Hamm/Sieg)                     | 13,80                                                       |
| 1932 | Hannover                                                    | 2. Juli                                                     | Willi Drechsel (ATV Thalheim)                               | 13,96                                                       |
| 1931 | Berlin                                                      | 1. August                                                   | Willi Drechsel (ATV Thalheim)                               | 13,72                                                       |